# 4318 Baťa
4318 Baťa este un asteroid din centura principală, descoperit pe 21 februarie 1980 de Zdeňka Vávrová.